# Château Burrus
Pour les articles homonymes, voir Burrus.
Le château Burrus est un monument historique situé à Sainte-Croix-aux-Mines, dans le département français du Haut-Rhin.

## Localisation
Ce bâtiment est situé au 74, rue Maurice-Burrus à Sainte-Croix-aux-Mines. 

## Historique
L'édifice fait l'objet d'une inscription au titre des monuments historiques depuis 1993. Il s'agit de la maison familiale de Maurice Burrus, industriel du tabac et grand mécène, construite en 1900. Durant la Seconde Guerre mondiale, le château est réquisitionné et transformé en centre de formation pour officiers SS. Il est de style néo-baroque. L'usine fut fermée en 1947 et, après la mort de Maurice en 1959, l'édifice fut vendu a une congrégation religieuse, puis revendue à des personnes privées. Le bâtiment a été racheté en 2021 par des personnes privées et est en cours de rénovation.

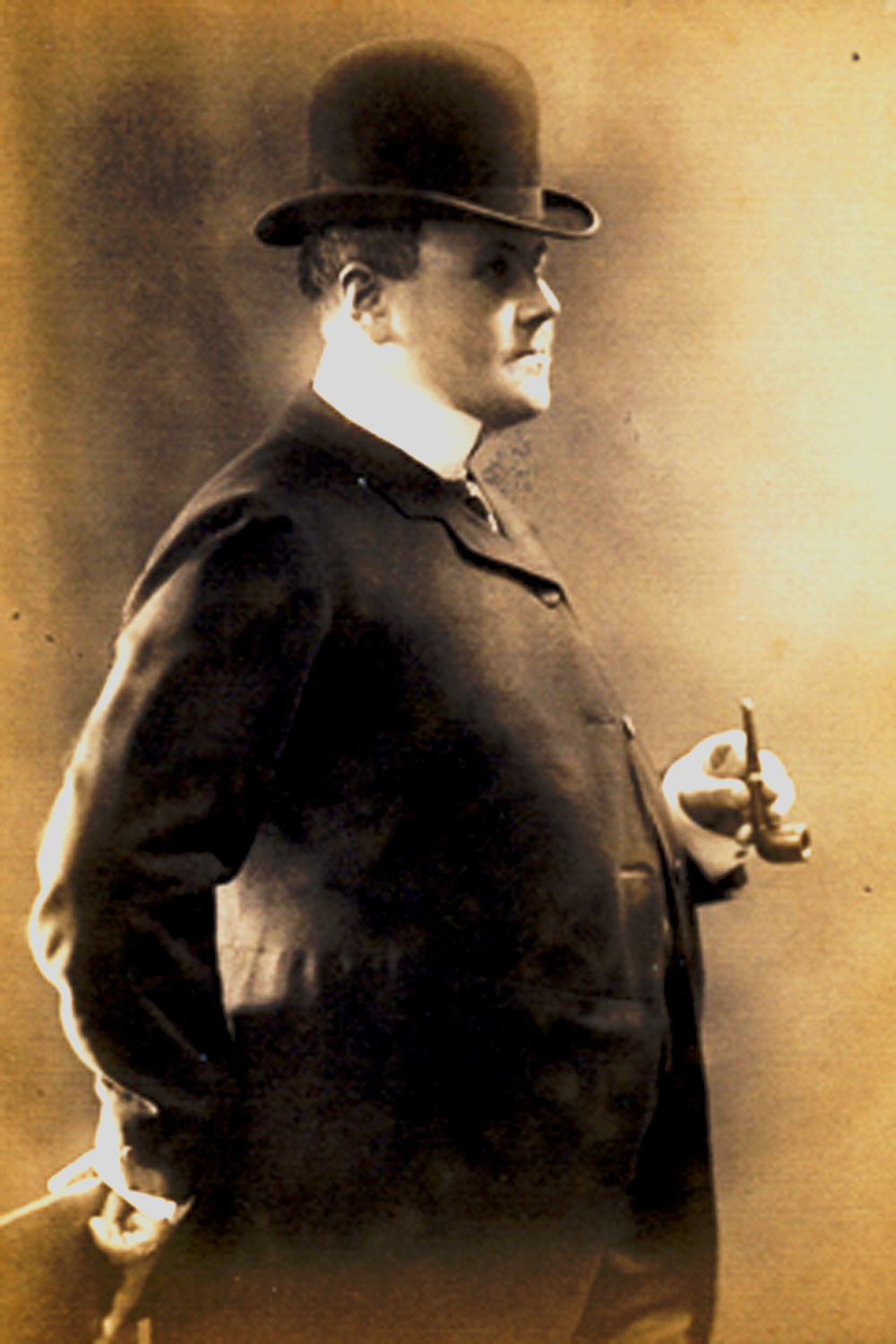
Maurice Burrus.

## Architecture
Le château est de style néo-baroque, comme l'Opéra Garnier (1875) ou l’église Saint-Maurice de Freyming-Merlebach (1913). Les architectes sont deux Alsaciens ayant fait leurs études à Stuttgart et à l'École des Beaux-Arts de Paris, Jules Berninger et son beau-frère Gustave Krafft.
Le rez-de-chaussée est constitué de huit pièces et d'un hall d'une grande superficie.
Le hall présente des colonnes de styles ioniques et corinthiennes (tout comme la salle rouge) et est orné de faux marbres jaunes. Elle est au centre du château et s'ouvre sur toutes les pièces et sur tous les étages.
La salle verte est parée de porte-miroirs qui agrandissent considérablement la pièce. Elle est ornée d'un plafond peint d'un ciel légèrement nuageux.
La salle rouge est la plus opulente, avec ses deux colonnes en faux marbre rouge, ses dorures au cuivre qui magnifie tous les détails du plafond, des portes et des murs couverts par endroits de tapisseries de soie satinée rouge.
La salle en bois est, comme son nom l'indique, toute en bois du sol au plafond ainsi qu'une moitié de mur recouvert de tapisserie en carton repoussé. Un meuble de style renaissance trône fièrement dans la pièce.

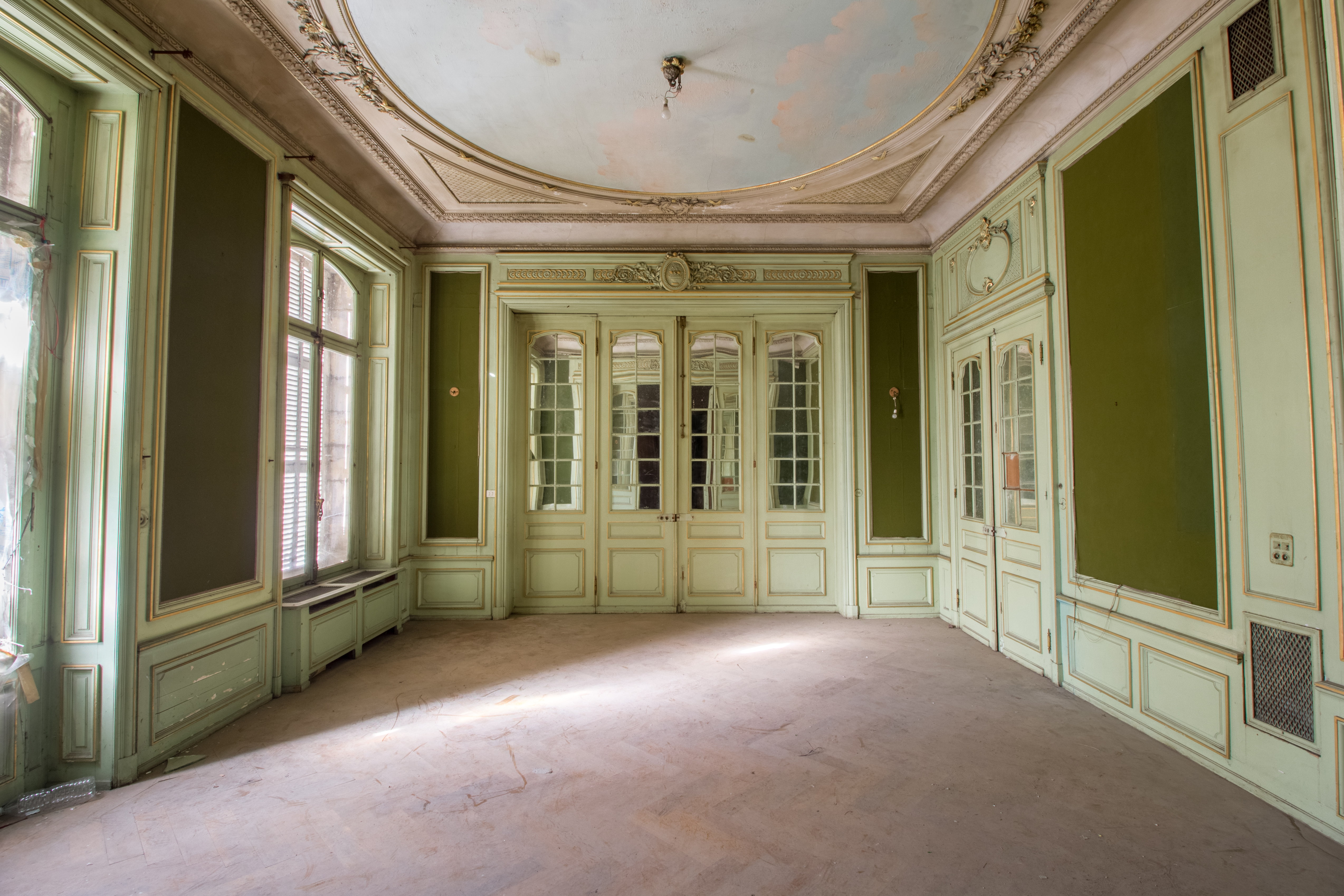
La salle verte.
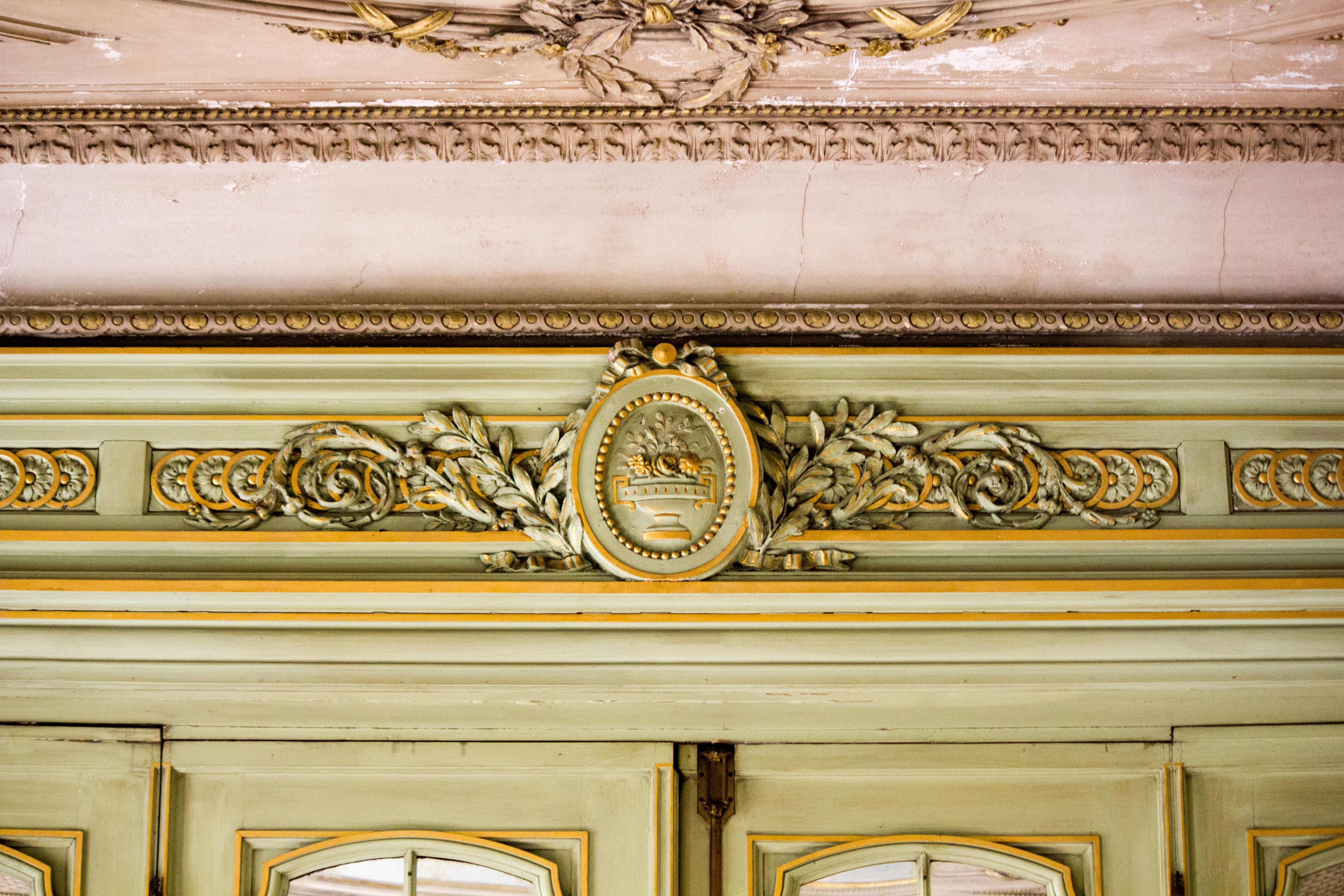
Salle verte.
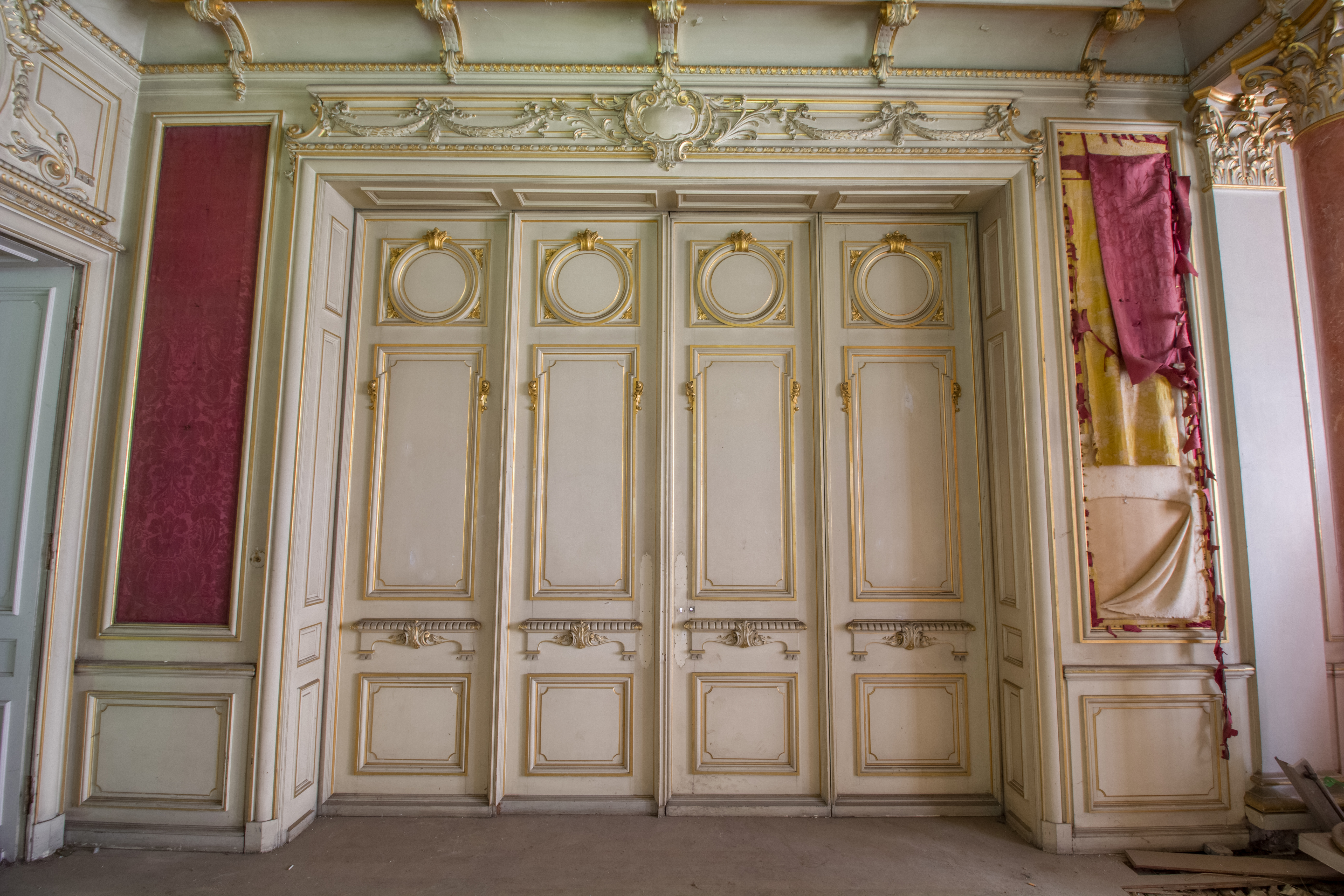
Les portes de la salle rouge.
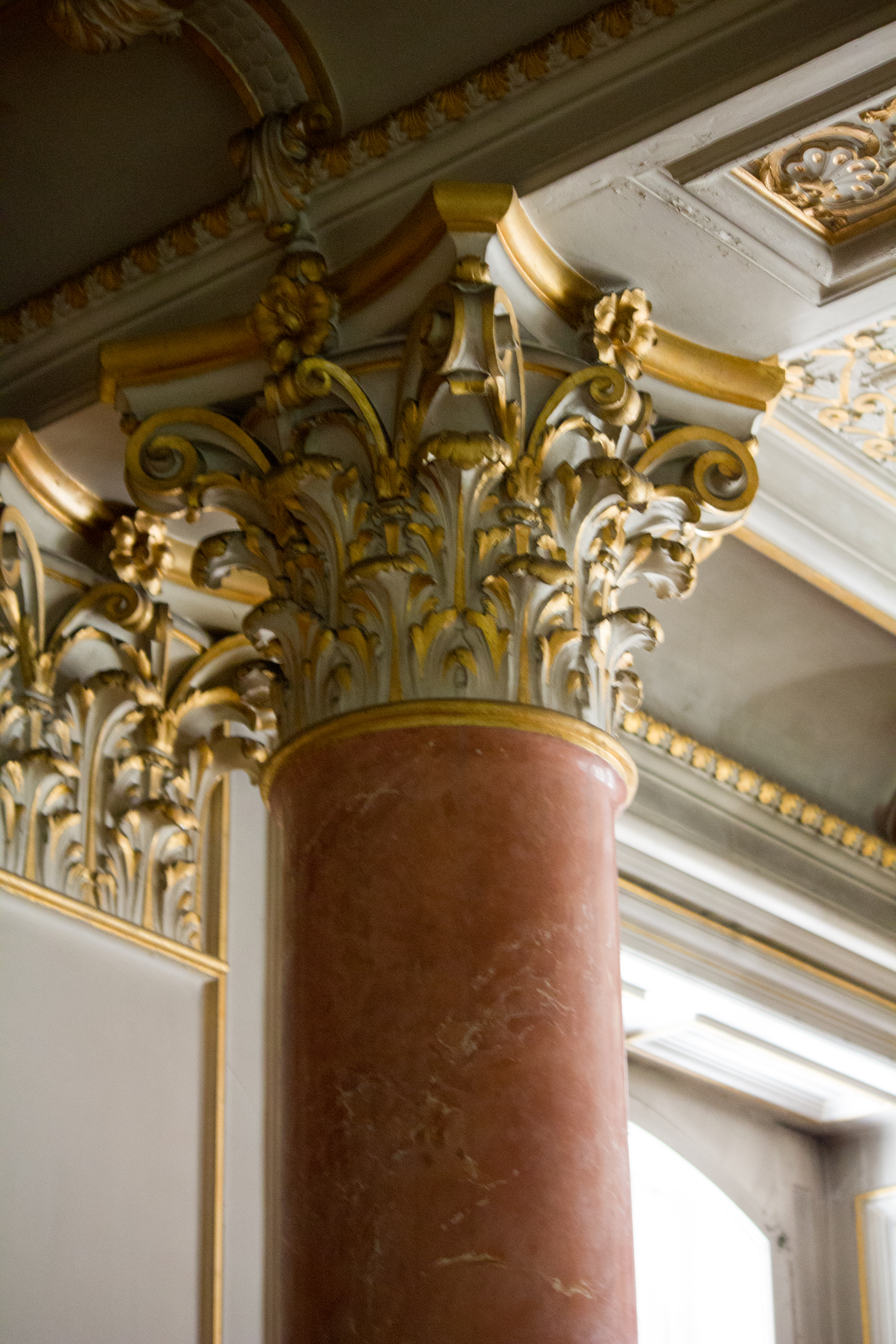
Colonne de la salle rouge.
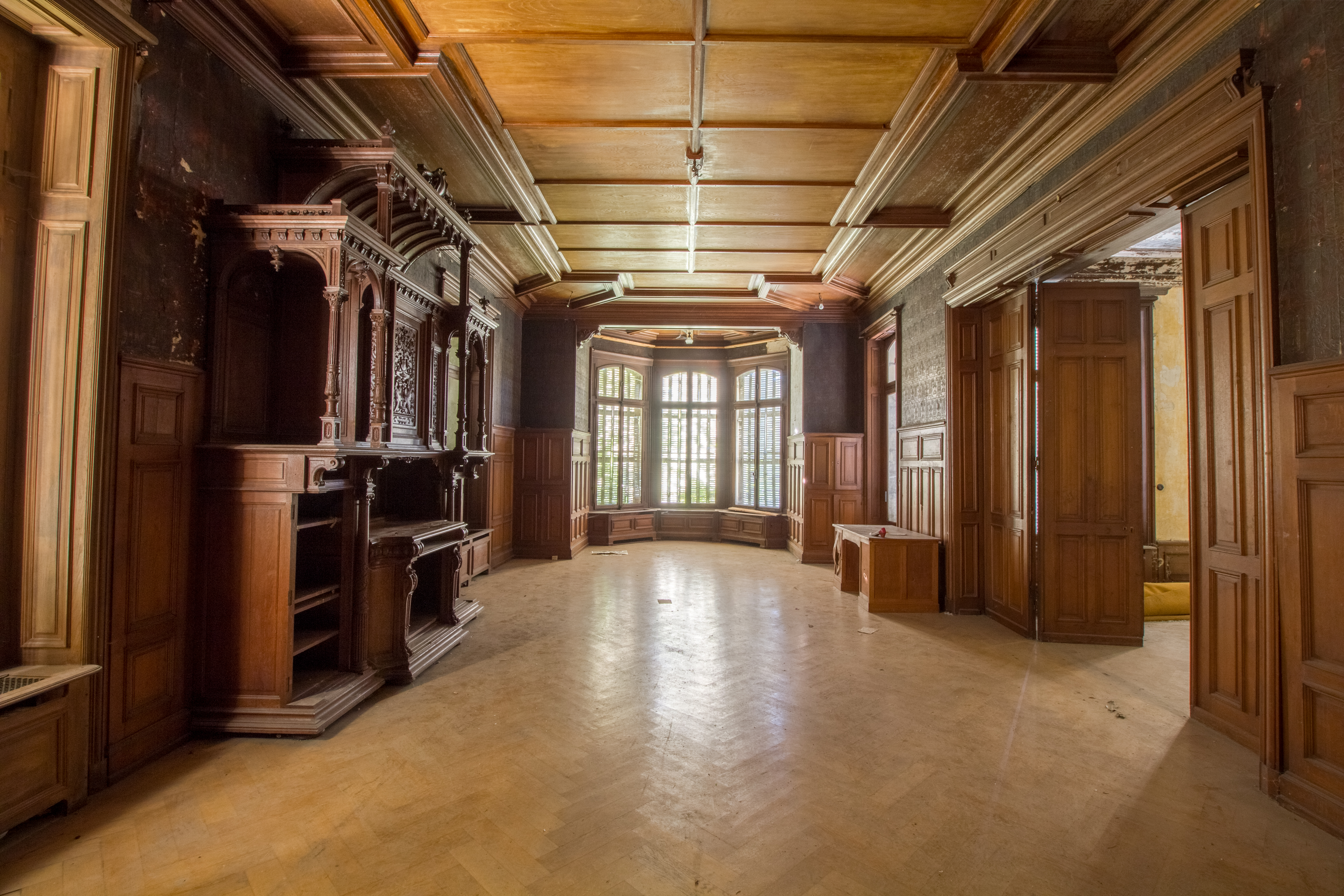
Salle en bois.
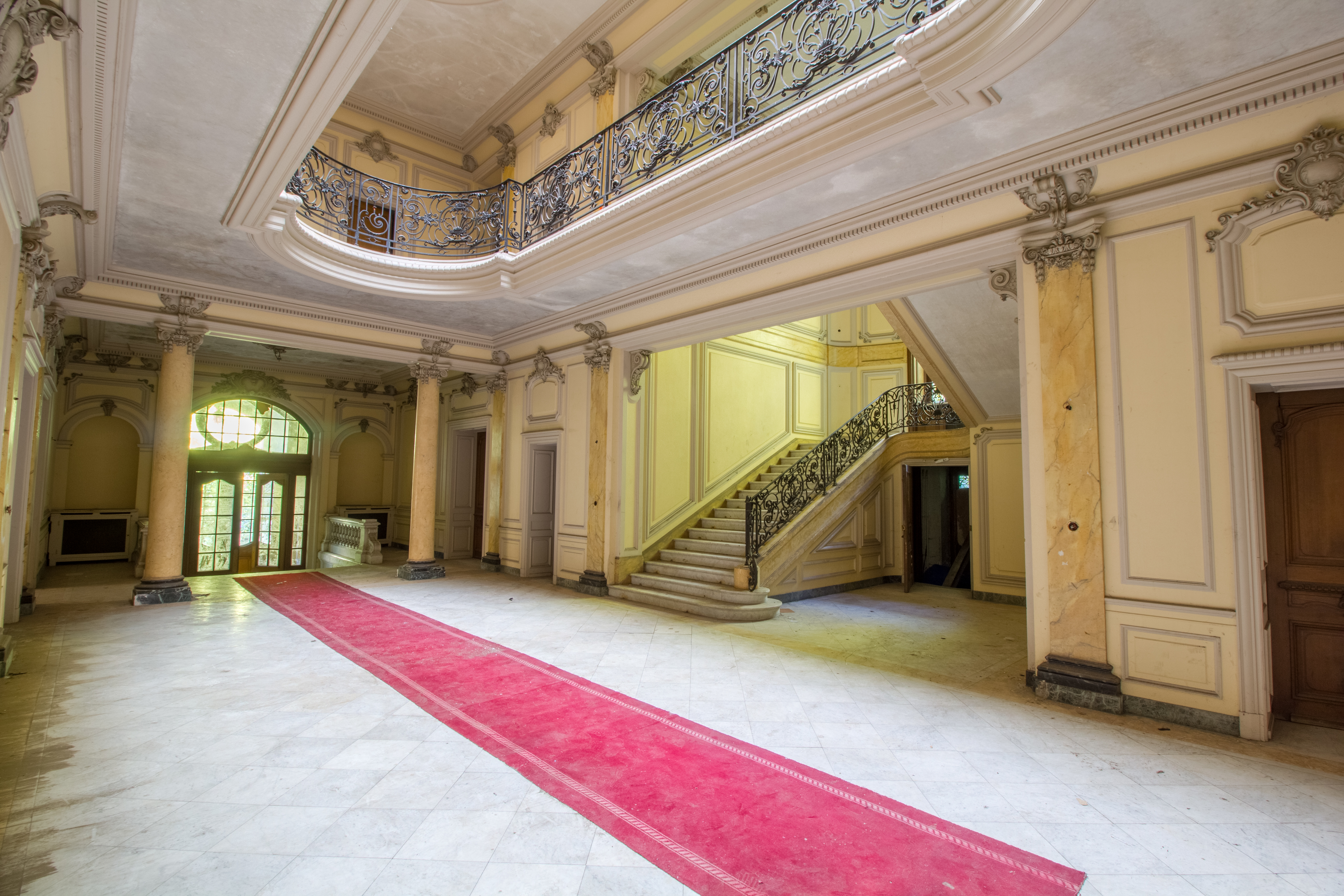
Le magnifique hall paré de faux marbre jaune.
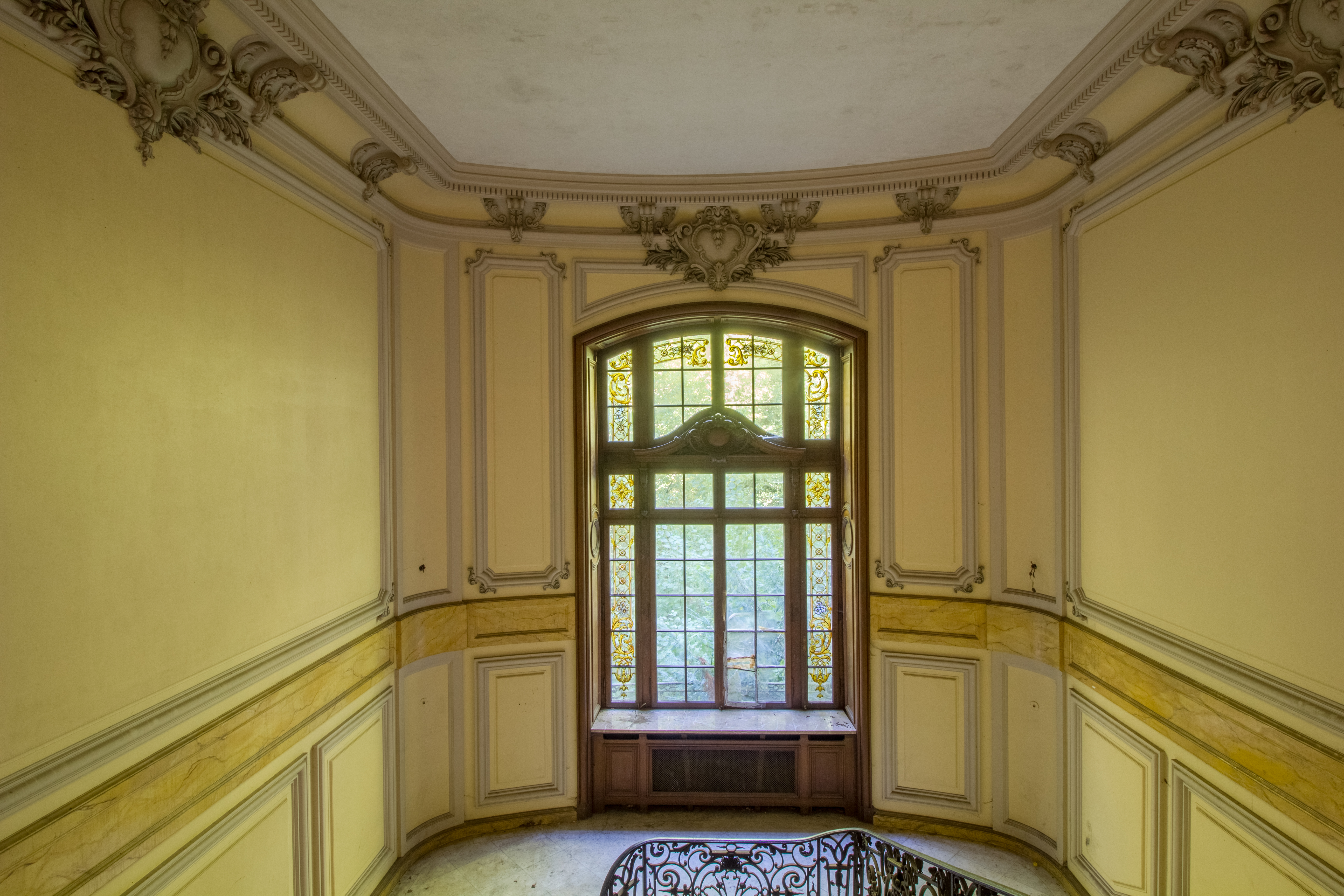
L'escalier et sa grande fenêtre.
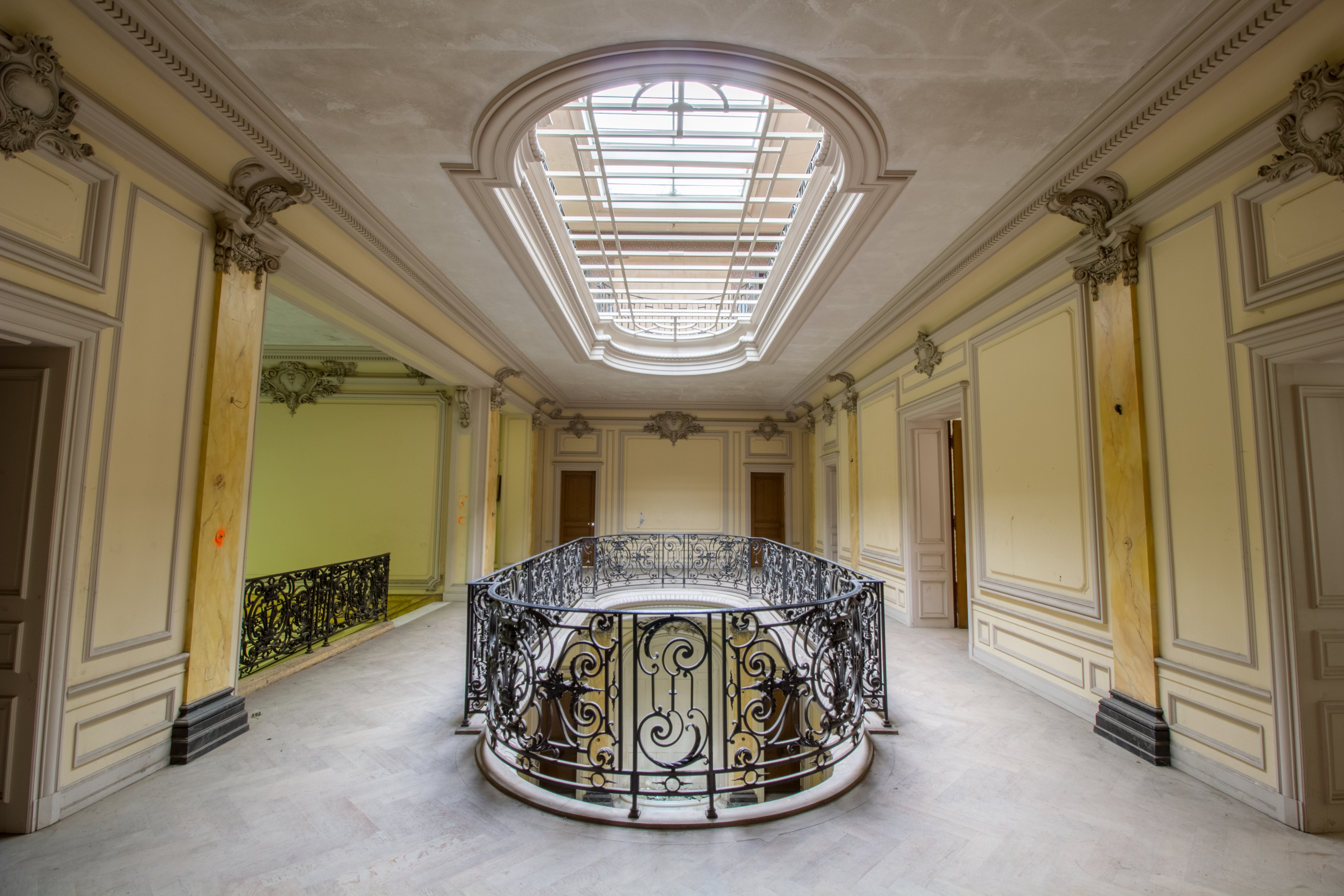
Vue de la verrière du premier étage.